# آندرو ريان
آندرو ريان (بالإنجليزية: Andrew Ryan)‏ هو ممثل أسترالي، ولد في 1901 في أستراليا.

## أعمال

### أفلام
- (2010) غدا

## وصلات خارجية
- آندرو ريان على موقع IMDb (الإنجليزية)
- آندرو ريان على موقع قاعدة بيانات الفيلم (الإنجليزية)